# إشارة الساعة
إشارة الساعة (بالإنجليزية: Clock signal)، هي إشارة تستخدم في مجال الإلكترونيات والدوائر المتزامنة خصوصاً. هي نوع محدد من الإشارة المنطقية الإلكترونية المتأرجحة بين الحالة المرتفعة والمنخفضة بتردد ثابت , مثل استخدام بناودل الإيقاع لتنسيق الحركات الدائيرة , رغم أن كلمة إشارة تحوي على معاني أخرى كثيرة، والمصطلح يستخدم هنا لـ«تحويل الطاقة التي تحمل المعلومات». في الدوائر المنطقية المتزامنة، وهي النوع الأكثر شيوعًا من الدوائر الرقمية، تُطبق إشارة الساعة على جميع أجهزة التخزين، والقلابات، مما يؤدي إلى تغيير حالتها جميعًا في وقت واحد، مما يمنع حدوث تعارض.
تُنتَج إشارة الساعة بواسطة مُذبذب إلكتروني يُسمى مُولِّد الساعة، ويمكن أستخدام طرق أخرى أكثر تعقيداً لتوليدها. تكون إشارة الساعة الأكثر شيوعًا على شكل موجة مربعة بدورة عمل 50%. قد تُفعَّل الدوائر التي تستخدم إشارة الساعة للمزامنة إما عند الحافة الصاعدة أو الحافة الهابطة، أو في حالة ضِعف مُعدل البيانات، عند كلٍّ من الحواف الصاعدة والهابطة لدورة الساعة.
أكثر إشارات الساعة شيوعاً هي التي تستخدم نموذج موجة مربعة الشكل خلال 50%  من النبضة الواحدة في العادة مع التصحيح التردد الثابت.

## الدوائرة الاكترونية

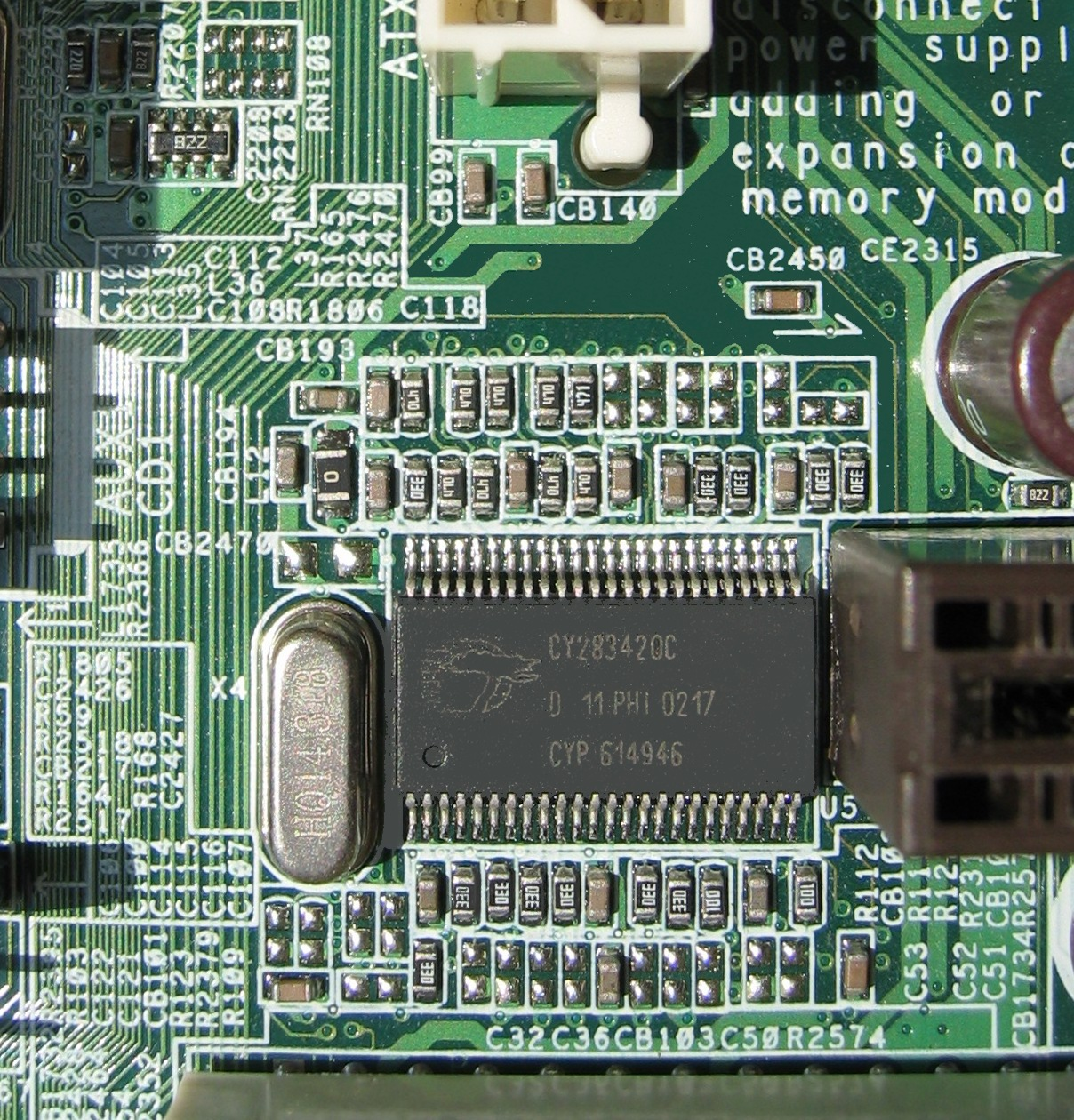
مولد ساعة للحاسب.

معظم الدوائر المتكاملة (ICs) تستخذم إشارة الساعة لأجل مزامنة الأجزاء المختلفة من الدائرة , و تعمل على ترددات أقل من الإحتمال الأسواء لتاخير زمن الانتشار 
في بعض الحالات نحتاج لأكثر من إشارة ساعة واحدة لتنفيد حذث  يمكن التنبؤ به ، بما أن الدوائر المدمجة أصبحث أكثر تعقيداً , مشكلة تزويد كل الذوائر بإشارة دقيقة و متزامنة يصبح صعب على نحو متزايذ ، المثال الأبرز لمثل هذه الدوائر المعقدة هو المعالج المركزي , المكون المركزي لأجهزة الكمبيوتر الحديثة و الذي يعتمد على إشارة  من مذبذب الكريستال ، والاستثناءات الوحيد  هي الدوائر غير متزامن مثل وحدات المعالجة المركزية الغير متزامن.
إشارة الساعة يمكن أيضا وضعها ضمن بوابة , و التي تضم مع متحكم الإشارة الذي يعطل و يفعل إشارة الساعة لأجزاء معينة للدائرة الإلكترونية ، هذه التقنية تستخدم غالبا لحفظ الطاقة بالإغلاق  الفعال لأجزاء من الدائرة الإلكترونية عندما لا يتم استخذامها. ولكنه يتم  على حساب التعقيد المتزايد في  تحليل التوقيت.